# 아사나미촌
아사나미촌(浅海村)은 에히메현 가자하야군·온센군에 설치되었던 촌이다. 현재의 마쓰야마시에 해당한다.